# مارلو (ویرجینیای غربی)
مارلو (به انگلیسی: Marlowe) یک منطقهٔ مسکونی در ایالات متحده آمریکا است که در شهرستان برکلی، ویرجینیای غربی واقع شده‌است. مارلو ۱۵۶٫۹۷ متر بالاتر از سطح دریا واقع شده‌است.